# ألكساندرو تشيكالداو
ألكساندرو تشيكالداو (8 يوليو 1997 في مجيدية في رومانيا - ) هو لاعب كرة قدم روماني يلعب كلاعب وسط.

## روابط خارجية
ألكساندرو تشيكالداو على موقع الاتحاد الدولي (مؤرشف)  (الإنجليزية)
- ألكساندرو تشيكالداو على موقع الاتحاد الأوربي (الإنجليزية)
- ألكساندرو تشيكالداو على موقع قاعدة بيانات كرة القدم.إي يو (الإنجليزية)
- ألكساندرو تشيكالداو على موقع ناشيونال فوتبول تيمز (الإنجليزية)
- ألكساندرو تشيكالداو على موقع Soccerway.com (الإنجليزية)
- ألكساندرو تشيكالداو على موقع عالم كرة القدم.نت (الإنجليزية)